# Mazurek Dąbrowskiego
Mazurek Dąbrowskiego (AFI: [ma'zurɛk dɔmbrɔf'skʲɛgɔ], "Mazurca de Dąbrowski") é o hino nacional da Polônia escrito em 1797 por Józef Wybicki, enquanto este estava na Itália. O hino foi chamado anteriormente de Pieśń Legionów Polskich we Włoszech ("A canção das Legiões Polonesas na Itália") e é conhecido também pelo seu primeiro verso, Jeszcze Polska nie zginęła ("A Polônia não desaparecerá"). O hino retém semelhanças consideráveis com hinos nacionais de outros países, como o da antiga Iugoslávia, o da Ucrânia e o de Israel.

## Histórico
Inicialmente composto para aumentar o moral das tropas polonesas servindo na Primeira Campanha de Napoleão em Itália, a canção expressava a noção de que a Polônia não havia desaparecido como nação, apesar da partição final do país no ano de 1795, que deixou a Polônia sem seu próprio Estado por 123 anos. A melodia usada no hino é uma mazurca de composição desconhecida. O texto original foi escrito em linguagem apropriada para sua época, e pequenas adaptações no texto oficial foram feitas ao longo do tempo. O hino tornou-se popular na Polônia dividida durante o século XIX, e foi escolhido no ano de 1926 como hino nacional do país recém-formado após o término da Primeira Guerra Mundial. Para a escolha do hino havia oposição de outras canções patrióticas, que, no entanto, não gozavam da mesma popularidade da Mazurca de Dąbrowski.